# Gretha en Adri Pieckprijs
De Gretha en Adri Pieckprijs is een aanmoedigingsprijs voor veelbelovende studenten van een Nederlandse kunstacademie. De prijs bestaat uit een geldbedrag en wordt jaarlijks uitgereikt door de Stichting Gretha en Adri.

## Gretha en Adri
De zusters Gretha Pieck (1898–1920) en Adri Pieck (1894–1982) waren beeldend kunstenaars, afkomstig uit Maartensdijk. Zij waren twee van de dochters van onderwijzer Antonie Pieck. In 1920 stierf Gretha door de Spaanse griep. Adri schilderde landschappen, portretten en dierentaferelen. Als vegetariër leefde zij sober en stelde werk beschikbaar voor goede doelen als anti-vivisectie, de anti-trekhondenbond en de dierenbescherming. In 1982 werd uit de nalatenschap van Adri een stichting in het leven geroepen met als doel het uitreiken van een prijs voor jonge kunstenaars. De opbrengst van de verkoop van hun vele schilderijen, tekeningen en ontwerpen werd toegevoegd aan de Stichting Gretha en Adri Pieck.

## Winnaars
| Jaar | Winnaar(s)              | Kunstacademie                      |
| ---- | ----------------------- | ---------------------------------- |
| 1989 | Kurt Löb                |                                    |
| 1990 |                         |                                    |
| 1991 | Marie-José Wessels      |                                    |
| 1992 | Erna Kuik               |                                    |
| 1993 |                         |                                    |
| 1994 |                         |                                    |
| 1995 |                         |                                    |
| 1996 | Suzanne Graeff          | Hogeschool voor de Kunsten Utrecht |
| 1997 | Jose Boomsma            | Hogeschool voor de Kunsten Utrecht |
| 1998 |                         |                                    |
| 1999 | Eddy Jaspars            | Hogeschool voor de Kunsten Utrecht |
| 2000 |                         |                                    |
| 2001 |                         |                                    |
| 2002 | Pauline van der Heijden | Hogeschool voor de Kunsten Utrecht |
| 2003 |                         |                                    |
| 2004 | Anouk Hoeksema          | Hogeschool voor de Kunsten Utrecht |
| 2005 | Klaas Stuifbergen       | Hogeschool voor de Kunsten Utrecht |
| 2006 |                         |                                    |
| 2007 | Sanne Groen, Femke Paul | Hogeschool voor de Kunsten Utrecht |
| 2008 |                         |                                    |
| 2009 | Bart Holterman          | Hogeschool voor de Kunsten Utrecht |
| 2010 |                         |                                    |
| 2011 |                         |                                    |
| 2012 | Erik-Jan van der Schuur | ArtEZ, Zwolle                      |